# Joseph Schuster
Joseph Schuster, född 1903, död 1969, var en cellist född i Konstantinopel.

## Biografi
Schuster föddes i Konstantinopel, nuvarande Istanbul, i en judisk familj.
På en resa genom Ryssland hörde den berömde ryske kompositören Alexander Glazunov (1865-1936) unge Schuster och blev imponerad av hans talang. Med Glazunovs hjälp kom Schuster in på Musikkonservatoriet i St. Petersburg vid 10 års ålder för att utbilda sig till cellist. Vid tiden för den ryska revolutionen flydde hans familj till Berlin där han fortsatte sina studier under Hugo Becker. 1929 blev Schuster solocellist i Berlins filharmoniska orkester under Furtwängler, den yngsta personen som någonsin haft den positionen. Han stannade kvar i Berlin Philharmonic fram till 1934 då han flyttade till New York.
Schusters debut i New York var lyckad och han blev omedelbart inbjuden till att bli solocellist hos New York Philharmonic. En av de många höjdpunkterna i hans New York Philharmonic-karriär var den 14 november 1943, då han skulle spela Strauss Don Quijote under Bruno Walter. Walter var dock sjuk den dagen och som ersättare fick en mycket ung Leonard Bernstein göra sin debut med New York Philharmonic. Framträdandet lade grund för Bernsteins karriär.
Schuster lämnade New York Philharmonic efter säsongen 1943–1944 för att helt satsa på en solokarriär. Med sin familj – fru Katherine Schuster och son John Schuster – flyttade han till Beverly Hills, Kalifornien, 1947. Under resten av Schusters karriär uppträdde han både nationellt och internationellt med välkända orkestrar.